# ドバイワールドカップミーティング

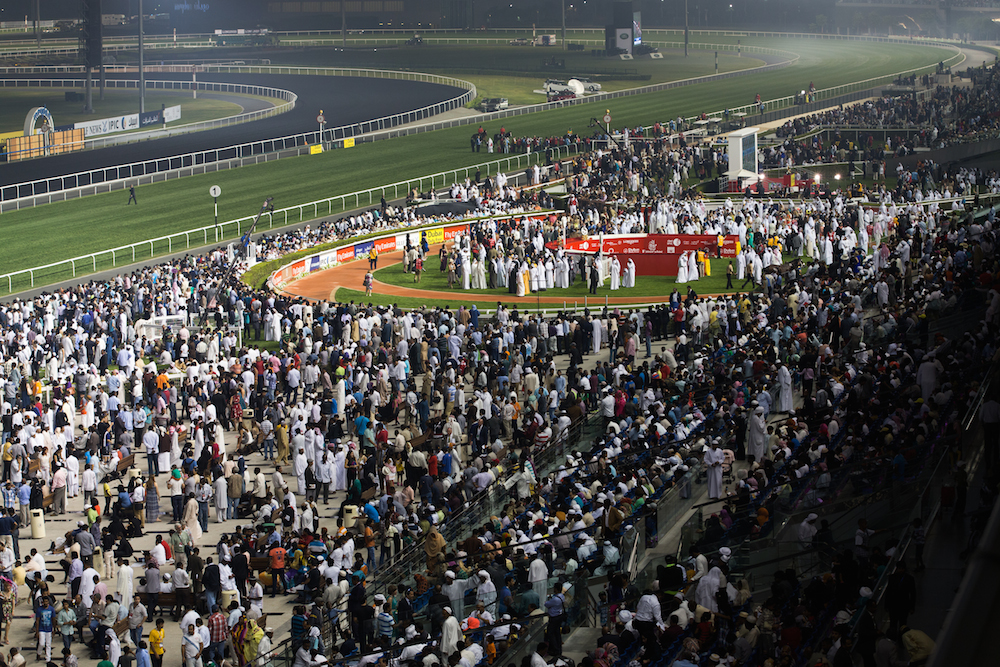
ドバイワールドカップで賑わうパドック周辺

ドバイワールドカップミーティング（Dubai World Cup meeting）とは、毎年3月下旬の土曜日にアラブ首長国連邦のドバイにあるメイダン競馬場で開かれる国際招待競走の開催日、および同日に行われる重賞レースの総称。ドバイワールドカップナイト（Dubai World Cup Night）と呼ばれることも多い。
当地ではすべての競走で勝馬投票券の発売は行われないが、外国のブックメーカーによる賭けは行われているほか、2017年からは日本中央競馬会のインターネット回線投票（即PAT・A-PAT）、2019年からはJRA-UMACA（導入された競馬場・ウインズ（ライトウインズ含む）・エクセルのみ）での馬券発売が開始された。

## 歴史
アラブ首長国連邦の王族の子孫として生まれたシェイク・モハメドは幼少時より馬に親しみ、12歳でアマチュア騎手としてレースに参加するなどしていたが、17歳のときに英国のケンブリッジへ留学した際、発祥国の競馬文化にふれたことで競馬への情熱が決定的なものとなり、祖国ドバイを世界競馬の重要な拠点とすることを生涯の目標として掲げたといわれる。
シェイク・モハメドは上記の目標を達成すべく、まず1977年に英国で馬主となり、1981年にはニューマーケットに「ダルハムホールスタッド」を開設、自ら生産にもかかわるようになる。その後1992年には、英国の芝平地競走がシーズンオフとなる冬季に所有馬を温暖なドバイへ移動させ、ここを調教拠点とするようになった。こうしてドバイに調教拠点を設けた競馬組織ゴドルフィンは、1994年のオークスステークス（バランシーン）など、世界の主要な競走を次々に制するようになった。
1996年には「ドバイワールドカップ」がナド・アルシバ競馬場のダート2000mで創設され、ドバイが国際競走の開催地となった。ヨーロッパやアメリカなどの競馬主要国から遠く離れた砂漠の地で行われる国際レースには成立を不安視する声もあったが、第1回ドバイワールドカップを米国の歴史的名馬シガーが優勝したことで、国際競走としてのステータスが確立していった。
その後も1998年には「ドバイターフクラシック（現：ドバイシーマクラシック）」が創設されたほか、2000年には1996年よりドバイワールドカップのアンダーカードとしてダート2000mで行われていた「ドバイデューティーフリー（現：ドバイターフ）」を芝1777mに条件変更するなど、レース数も増えイベントとしての規模は拡大していった。
2010年にはオールウェザー素材を用いたメイントラックを備えたメイダン競馬場が完成。ドバイワールドカップもメイダン競馬場（オールウェザー2000m）での開催に変更、総賞金も1000万米ドルに増額された。しかし、オールウェザー素材は寒冷地だと有効に機能するが、温暖な地ではメンテナンスに困難をきたすことが判明したためメイダン競馬場のメイントラックはダートに変更され、ドバイワールドカップも2015年からダート2000mに戻された。
2015年現在、ドバイワールドカップが行われる日は「ドバイワールドカップナイト（Dubai World Cup Night）」や「ドバイワールドカップデー」などと呼ばれ、6つのG1競走を含む9つの重賞競走が同日に行われるほか、1日の総賞金も2925万米ドルに上り、世界でも有数の豪華なイベントとなっている。
2020年はcovid-19の世界的な感染の拡がりに伴い、参加者の健康を守るため中止となった。
2021年はドバイワールドカップミーティングの賞金総額を大幅に削減することが発表された。ドバイワールドカップは以前と変わらないが、その他のレースの賞金額が引き下げられるため、全体で850万ドル減の総額2,650万ドル（約27億8,250万円）となる。なお、2019年は総額3,500万ドル（約36億7,500万円）であった。ただし、以前は6着まで賞金が支払われてきたが、2021年は8着までに賞金が支払われることとなる。
2025年はアラブ首長国連邦の競馬の開催期間が延長されたことに伴い、従来の3月末に行われていたものを後ろ倒しされ4月5日に開催されることが発表された。

## メイダン競馬場のオールウェザー馬場
2014年までメイダン競馬場に使われていたオールウェザー馬場（タペタ）は「瞬発力を要求される馬場で純粋なダート馬よりも芝もこなせる馬の方が有利」と評価する関係者が多く、日本馬はレッドディザイアやヴィクトワールピサなど芝で好成績を挙げている馬も好走している。また、それまで目立った実績のなかった馬がオールウェザー初挑戦にして突然活躍することもある。日本から芝の一流馬がオールウェザーのレースに出走するようになった一方で、欧米で用いられているものとは違う種類のオールウェザーに対して慎重な欧州やアメリカからの遠征馬が減少する傾向も見られる。しかし回避が多くなったとはいえ、各国からの注目は未だに熱く、オールウェザーの傾向がある程度明らかとなってからは欧州からのトップホースの参戦も目立った。
ケンタッキーダービー馬アニマルキングダム陣営も2012年ドバイワールドカップへの出走に意欲を見せており、同年は結局故障のため回避したものの、翌年改めて参戦している。

## 当日に行われる重賞競走
以下は2025年実施のもの。
| 施行順    | 競走名                     | 競走格 | 出走条件                                                | 施行コース  | 賞金総額   | 1着賞金   |
| --------- | -------------------------- | ------ | ------------------------------------------------------- | ----------- | ---------- | --------- |
| 第1レース | ドバイカハイラクラシック   | G1 PA  | アラブ限定5歳以上                                       | ダート2000m | 100万ドル  | 58万ドル  |
| 第2レース | ドバイゴールドカップ       | G2     | サラブレッド北半球産4歳以上 サラブレッド南半球産3歳以上 | 芝3200m     | 100万ドル  | 58万ドル  |
| 第3レース | ゴドルフィンマイル         | G2     | サラブレッド北半球産4歳以上 サラブレッド南半球産3歳以上 | ダート1600m | 100万ドル  | 58万ドル  |
| 第4レース | アルクォズスプリント       | G1     | サラブレッド3歳以上                                     | 芝直線1200m | 150万ドル  | 87万ドル  |
| 第5レース | UAEダービー                | G2     | サラブレッド北半球産3歳 サラブレッド南半球産4歳         | ダート1900m | 100万ドル  | 58万ドル  |
| 第6レース | ドバイゴールデンシャヒーン | G1     | サラブレッド3歳以上                                     | ダート1200m | 200万ドル  | 116万ドル |
| 第7レース | ドバイターフ               | G1     | サラブレッド4歳以上                                     | 芝1800m     | 500万ドル  | 290万ドル |
| 第8レース | ドバイシーマクラシック     | G1     | サラブレッド北半球産4歳以上 サラブレッド南半球産3歳以上 | 芝2410m     | 600万ドル  | 348万ドル |
| 第9レース | ドバイワールドカップ       | G1     | サラブレッド北半球産4歳以上 サラブレッド南半球産3歳以上 | ダート2000m | 1200万ドル | 696万ドル |

### 世界的な競馬イベント同日複数重賞競走
- ペガサスワールドカップデー - アメリカにおいてペガサスワールドカップを含む1日で7つの重賞競走を実施。時期は1月下旬。
- サウジカップデー - サウジアラビアにおいてサウジカップを含む1日で6つの重賞競走を実施。時期は2月下旬。
- 香港チャンピオンズデー - 香港においてクイーンエリザベス2世カップを含む1日で3つのG1競走を実施。時期は4月最終日曜日。
- ロイヤルアスコット開催 - イギリスにおいて5日間で8つのG1競走を実施。時期は6月中旬。
- アイリッシュチャンピオンズフェスティバル - アイルランドにおいてアイリッシュチャンピオンステークスを含む2日間で10の重賞競走を実施。時期は9月上旬。
- 凱旋門賞ウィークエンド - フランスにおいて凱旋門賞を含む2日間で8つのG1競走を実施。時期は10月の第1日曜日とその前日の土曜日。
- ブリティッシュ・チャンピオンズデー - イギリスにおいてチャンピオンステークスを含む1日で5つの重賞競走を実施。時期は10月下旬。
- フューチャー・チャンピオンズデー - イギリスにおいて上記のブリティッシュ・チャンピオンズデーから派生する形で2歳戦を主として、2日で9つの重賞競走を実施。開催時期は10月第2週。
- ブリーダーズカップ - アメリカにおいてブリーダーズカップ・クラシックを含む2日間で14のG1競走を実施。時期は10月下旬 - 11月上旬。
- ジャパンブリーディングファームズカップ - 日本においてJBCクラシックを含む3つのJpn1競走を1日で実施。時期は主に11月3日、またはその付近。
- 香港国際競走 - 香港において香港カップを含む1日で4つのG1競走を実施。時期は12月第2日曜。